# Salix jinchuanica
Salix jinchuanica är en videväxtart som beskrevs av N. Chao. Salix jinchuanica ingår i släktet viden, och familjen videväxter. Inga underarter finns listade i Catalogue of Life.